# Wiibroe
Wiibroe (eller Wiibroes Bryggeri) var et nordsjællandsk bryggeri og mineralvandsfabrik, der blev grundlagt i 1840 af Carl Wiibroe da han overtog et lille hvidtølsbryggeri i Helsingør. Bryggeriets produktion har siden 1998 været varetaget af Carlsberg Danmark som har ejet bryggeriet siden 1964, og Wiibroe er således nu et varemærke. Wiibroe har stadig egne lokaler i Helsingør.[kilde mangler]
Wiibroe var det første ikke-københavnske bryggeri som solgte øl på flaske i Danmark, og kun tre år efter at J.C. Jacobsen med Carlsberg lancerede det undergærede bayersk øl, begyndte bryggeriet også forsøg med øltypen der behøver en kold lagring under gæring hvilket man i starten klarede på Kronborgs kasematter.
Wiibroe er især kendt[kilde mangler] for sin Imperial Stout, der i 2006 kom tilbage på markedet efter i 2002 at have været trukket tilbage af Carlsberg efter for lave salgstal, samt sin årgangsøl der som det eneste af produkterne sælges i det meste af Danmark. Wiibroe Porter blev oprindeligt lanceret i 1930, og blev også i en årrække solgt til udlandet.

## Sortiment
- Wiibroe Pilsner (lanceret 1896)
- Wiibroe Classic
- Wiibroe Guld Export "Flagøl" (lanceret 1936)
- Wiibroe Årgangsøl
- Wiibroe Porter/Imperial Stout (lanceret 1930)

Wiibroe har også produceret of solgt sodavand. I 1936 producerede bryggeriet således Coca-Cola..